# 道の駅協和
道の駅協和（みちのえき きょうわ）は、秋田県大仙市にある国道46号の道の駅である。愛称は四季の森。

## 施設
- 駐車場
  - 普通車：121台
  - 大型車：12台
  - 身障者用：1台
- トイレ
  - 男：大 5器（3器）、小 12器（9器）
  - 女：12器（9器）
  - 身障者用：4器（3器）

※（）内は、24時間利用可能
- 公衆電話：1台
- 道路休憩施設（24時間）
- 交流センター
- 遺跡・陶芸の里（9:00 - 17:00）
- 自然体験公園

## 休館日
- 無休

## アクセス
- 国道46号 - 登録路線